# Baudrecourt (Mozela)
Baudrecourt – miejscowość i gmina we Francji, w regionie Grand Est, w departamencie Mozela.
Według danych na rok 1990 gminę zamieszkiwały 164 osoby, a gęstość zaludnienia wynosiła 32 osób/km² (wśród 2335 gmin Lotaryngii Baudrecourt plasuje się na 881. miejscu pod względem liczby ludności, natomiast pod względem powierzchni na miejscu 999.).